# Neuroleon (Neuroleon) striatellus
Neuroleon (Neuroleon) striatellus is een insect uit de familie van de mierenleeuwen (Myrmeleontidae), die tot de orde netvleugeligen (Neuroptera) behoort. 
Neuroleon (Neuroleon) striatellus is voor het eerst wetenschappelijk beschreven door Navás in 1918.